# 读卡器
读卡器（英語：Card-reader）是指用于在電腦中，将多媒体卡作为移动存储设备进行读写的接口设备。商用版本的读卡器可以讀取保安智能卡。读卡器通常是用USB來連接，可以存取多種格式的記憶卡，例如CompactFlash和Secure Digital。當記憶卡配合適當的读卡器後，可以當成一般的闪存盘來使用。另外，一些印表機亦集成了读卡器。使用者可以輕鬆地利用印表機，將相片打印出來。
有些读卡器只可以存取一種記憶卡，另一些就是多合一读卡器。現在，一些記憶卡已集成了读卡器的功能，使用者只需將記憶卡插進USB插口中，電腦就可以即時存取記憶卡內的資料。

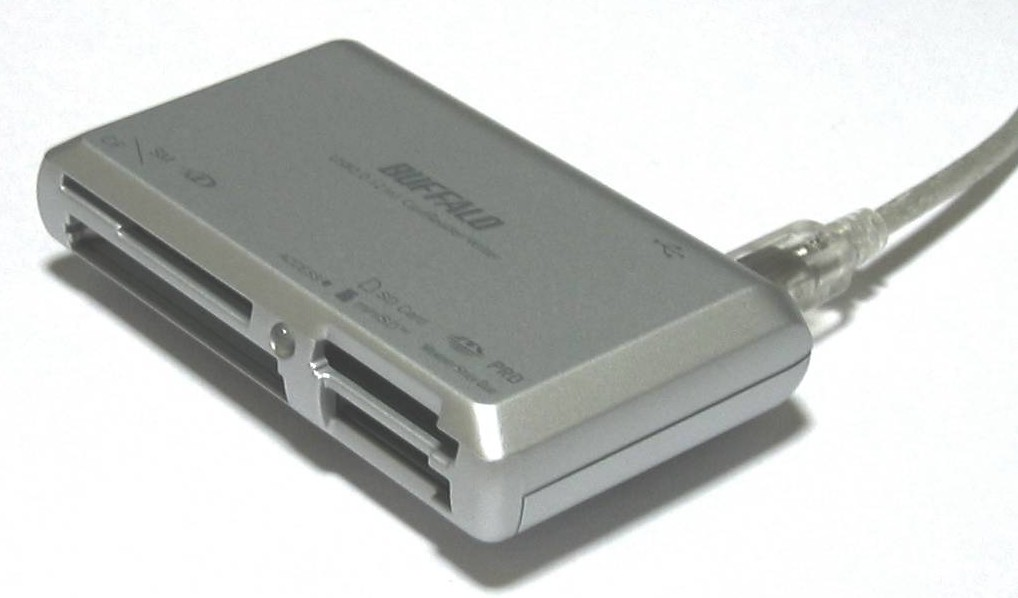
外接式讀卡機

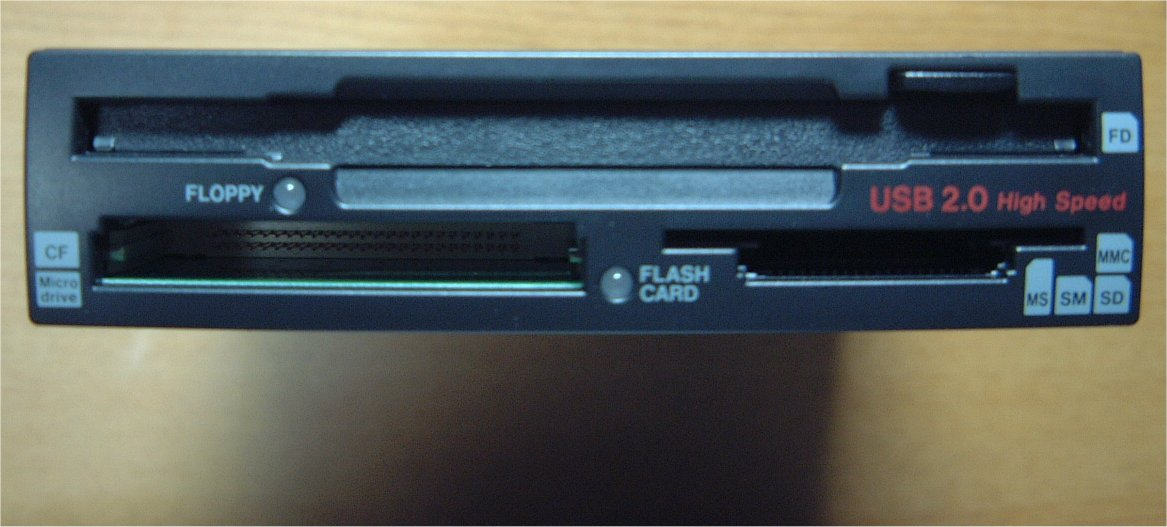
內接式讀卡機

## 优点
相较于其他方法，使用读卡器能获得比较高的读取速度，且文件的存取不受文件类型的限制。而即插即用的方式本身便利許多。

## 缺点
內接式讀卡機，在Windows作業系統下，會在電腦中多出很多空的「卸除式磁碟」，增加平時使用上的不便。(但現時Windows Vista 及Windows 7 已解決了這問題，即插入記憶卡才會顯示其相應的「卸除式磁碟」，而拔除記憶卡後其相應的「卸除式磁碟」會隨即消失)。外接式則少了這問題，不過要佔用一個USB插座。